# 重庆市长寿实验中学校
重庆市长寿实验中学校(Chongqing Changshou Experiment Middle School)始建于1947年，位于重庆市长寿区凤城街道园丁路24号。现已成为全国外语实验学校、重庆市重点中学、重庆市文明单位。学校历经八次易名，两迁校址。 

## 学校历史
重庆市长寿实验中学校从1947至2017办学已经70年。学校刚办学使用的校名为长寿县立简易师范学校，后易名为重庆市长寿实验中学校。学校历经八易校名，两易校址。重庆市教育委员会和重庆市政府于2001年4月28日正式授牌“重庆市长寿实验中学校”。

## 办学规模
学校现代化教学设备齐全；全校现有班级为95个，学生共5703人，有在职在编教职工329人。

## 获奖成果
获长寿区综合督导考核高完中组一等奖。获重庆市第五届运动会先进集体。获2015年度长寿区单位内部治安保卫工作先进集体。获2016年长寿区中小学运动会高完中团体一等奖；获2016年“体彩添彩”长寿区青少年羽毛球高中初中一等奖等。